# Mackenzie McDonald
Pour les articles homonymes, voir McDonald.
Mackenzie McDonald, né le 16 avril 1995 à Piedmont en Californie, est un joueur de tennis américain, professionnel depuis 2016.

## Biographie
Son père est d'origine écossaise et anglaise, tandis que sa mère est d'origine chinoise. Tous deux ont été élevés en Californie, leur nationalité est donc américaine. Mackenzie a une sœur, ils ont été élevés dans un environnement multiculturel et célèbrent souvent les divers festivals liés à leur culture.
Fils d'un chirurgien, Mackenzie McDonald commence le tennis à l'âge de 3 ans. Dès l'âge de 11 ans, il est entraîné par l'ancien membre du top 10 Wayne Ferreira. Il fait ses études à la Piedmont High School.
En 2013, il fait sensation lors du Masters de Cincinnati en devenant le premier joueur non classé à l'ATP à se qualifier pour un tournoi Masters 1000 depuis Sergio Casal à Miami en 1995. Pour y parvenir, il a battu Nicolas Mahut puis Steve Johnson. Il est battu au premier tour par David Goffin.
Il joue deux saisons pour l'université UCLA entre 2014 et 2016, remportant lors de sa dernière année les championnats NCAA en simple et en double, réalisant un doublé inédit depuis 2001.

## Carrière

### 2017 - 2018: débuts prometteurs, premier huitième en tournoi majeur en simple
Mackenzie McDonald dispute et remporte sa première finale sur le circuit Challenger à Fairfield en octobre 2017. il bat Stefan Kozlov, puis Darian King. Par la suite, il élimine Tennys Sandgren, il met fin au parcours de Christopher O'Connell. Il s'impose en finale face à Bradley Klahn. Il essuie par la suite deux défaites au premier tour. Il poursuit avec un bon parcours lors du challenger de Champaign Il élimine Michael Mmoh au premier tour, puis John-Patrick Smith. Il sera éliminé par Cameron Norrie au tour suivant.
Début 2018, il se qualifie pour l'Open d'Australie et élimine Elias Ymer au premier tour avant de s'incliner en cinq sets contre Grigor Dimitrov (4-6, 6-2, 6-4, 0-6, 8-6). Deux semaines plus tard, il est en finale du tournoi de Dallas face à Kei Nishikori. Sur dur, il remporte un nouveau tournoi à Séoul contre Jordan Thompson. Sur gazon, il atteint tout d'abord les quarts de finale à Bois-le-Duc où il bénéficie d'une invitation.
Lors du tournoi de Wimbledon, il atteint les huitièmes de finale après des victoires sur Ričardas Berankis (4-6, 7-6, 6-3, 7-6), Nicolás Jarry (7-6, 5-7, 3-6, 6-2, 11-9) et Guido Pella (6-4, 6-4, 7-6), il échoue face à la 13e tête de série Milos Raonic (3-6, 4-6, 7-6, 2-6). À l'US Open en simple, il s'incline face à Robin Haase dès le premier tour. En double, associé à Yoshihito Nishioka, ils s'imposent au premier tour face à  Mirza Bašić - Damir Džumhur sur le score de 6-3, 6-2. Mais ils vont échouer face à Mike Bryan - Jack Sock sur le score de 6-1, 7-5.
En fin de saison, il signe une victoire sur Milos Raonic à Shanghai.

### 2019 - 2020: premier quart de finale à l'US Open en double
En 2019, il passe un tour à l'Open d'Australie face à Andrey Rublev sur le score de 6-4, 6-4, 2-6, 6-4, mais il perd alors face à Marin Čilić sur le score de 5-7, 7-6, 4-6, 4-6. Il est à nouveau finaliste à Dallas, battu par Mitchell Krueger. Il arrive au tournoi de Delray Beach jusqu'en finale en battant Taylor Fritz 3-6, 6-4, 6-3. Par la suite, il bat Guillermo García-López sur le score de 7-5, 6-4. Il obtient au tour suivant sa plus belle victoire en battant le no 4 mondial Juan Martín del Potro en quart de finale sur le score de 6-4, 3-6, 7-6. En demi-finale il échoue face au futur lauréat Radu Albot, sur un score clair de 3-6, 6-0, 6-0.
À Acapulco, il élimine Emilio Nava, la 6e tête de série Frances Tiafoe puis se fait éliminer par Cameron Norrie au tour suivant. Porte d'Auteuil, il échoue face au Japonais Yoshihito Nishioka sur un score très serré de 6-7, 6-0, 4-6, 6-2, 6-3. En juin, il subit une opération aux ischio-jambiers droits et arrête sa saison.
En 2020, lors de l'Open d'Australie, il est éliminé par Daniel Evans au premier tour. Tête de série lors du challenger de Dallas, il est exempté de premier tour. Il élimine ensuite Donald Young 6-4, 1-6, 6-4. Il élimine ensuite Sebastian Ofner sur le score de 6-3, 6-4. Il est éliminé au tour suivant sur le score de 5-7, 6-3, 6-2 par Dominik Köpfer. À Delray Beach, il bat le Japonais Yasutaka Uchiyama sur le score de 6-2, 7-6. Puis il échoue au tour suivant face à Reilly Opelka sur le score de 6-3, 6-4. Associé à Adrian Mannarino, ils perdent dès leur entrée en lice face à Nicholas Monroe et Jackson Withrow.
Lors de l'US Open, il échoue au premier tour en simple face à Casper Ruud. Il atteint les quarts de finale du tournoi en double de l'US Open avec Christopher Eubanks. Pour cela, ils éliminent Luke Bambridge et Ben McLachlan sur le score 6-3, 6-2, puis Marcus Daniell et Philipp Oswald 7-6, 6-3. Face à la 3e paire tête de série Rajeev Ram - Joe Salisbury, ils s'imposent sur le score de 6-3, 7-6. Lors des Internationaux de France, il bat au premier tour Steven Diez sur un score en 4 sets de 4-6, 6-3, 6-3, 6-4. Par la suite, il échoue logiquement face à Rafael Nadal sur un score sans appel de 6-1, 6-4, 6-0. En double, avec Tennys Sandgren, ils s'inclinent dès le premier tour face à Márton Fucsovics et Cameron Norrie.
Sorti des qualifications au challenger d'Istanbul, il bat Teymuraz Gabashvili et Nino Serdarusic puis s'incline face à Martin Kližan. Au tournoi d'Astana, il passe Alexander Bublik 6-3, 6-2, puis Andreas Seppi 3-6, 6-3, 6-3. Il est éliminé par Adrian Mannarino sur le score de 6-1, 6-4. Au challenger d'Orlando, il est éliminé après trois tours par Brandon Nakashima sur le score de 6-3, 7-6.

### 2021: de bons résultats
En 2021, descendu à la 192e place, il parvient à se qualifier pour les huitièmes de finale de l'Open d'Australie. Il est le joueur le plus mal classé à atteindre ce stade de compétition dans ce tournoi depuis 2004. Il élimine Marco Cecchinato, Borna Ćorić, Lloyd Harris. Mais il échoue à ce stade face à Daniil Medvedev tête de série 4 et 4e mondial. En double, il se lance avec Tommy Paul, mais il échouent au second tour face à Nikola Mektić - Mate Pavić; après avoir éliminé la paire composée de Petros Tsitsipás et de son frère  Stéfanos Tsitsipás.
Il remporte par la suite le challenger Nur-Sultan. Pour cela, il élimine Mikhail Kukushkin, Denis Istomin, Frederico Ferreira Silva, Henri Laaksonen. Il remporte le tournoi face à Jurij Rodionov. Il passe un tour à Marseille face à Stefano Travaglia, mais échoue face à Karen Khachanov.
À Roland-Garros, il sort des qualifications et manque deux balles de match contre Christian Garin au deuxième tour (4-6 4-6 7-6  6-3 8-6). Il a préalablement éliminé Emil Ruusuvuori (4-6 6-3 7-6 6-3). Sorti des qualifications, il échoue au premier tour de Wimbledon face à Karen Khachanov. À la seconde levée du tournoi de Nottingham, il bat le français Antoine Hoang , puis le chinois ZhangZhizhen au premier tour, puis il vainc Anton Matusevich, il sera éliminé par Alex Bolt. À Wimbledon, il sera éliminé d'entrée par Karen Khachanov.
Il crée la surprise lors du tournoi de Washington en s'acheminant jusqu'en finale écartant notamment Kei Nishikori en demi-finale. Pour ceci, il bat Nick Kyrgios, puis Benoît Paire, il bat ensuite Ilya Ivashka, il vient ensuite à bout de Denis Kudla. Il passe donc Kei Nishikori au tour suivant. Jannik Sinner met fin à son évolution via un score 7-5 4-6 7-5. À Cincinnati il bat Brandon Nakashima avant de se faire battre par Daniil Medvedev. Lors de l'US Open, il vient à bout de la 27e tête de série David Goffin (6-2 7-5 6-3). Au tour suivant Kei Nishikori prend sa revanche via un score serré (7-6 6-3 6-7 2-6 8-3).
Il reçoit à la fin de la saison l'ATP Awards Comeback Player of the Year.

### 2022: résultats en dents de scie
Il s'engage à Melbourne et élimine  Peter Gojowczyk sur un score express de 6-0, 6-3. Il est éliminé par la suite par Botic van de Zandschulp sur le score de 6-2, 7-5. Engagé aux côtés de Reilly Opelka en double, ils perdent dès le premier tour face à Marcus Daniell - Denis Kudla. Il se rend à Adelaid par la suite mais perdra face à Arthur Rinderknech 6-3, 6-7, 6-3.
Arrivé à l'Open d'Australie, il passe le premier tour face au qualifié Nikola Milojevic sur le score de 7-5, 6-4, 6-3, 6-2. Aslan Karatsev l'élimine sur un score de 3-6, 6-2, 6-2, 6-3. Il se présente par la suite au tournoi de Montpellier, il bat Ilya Ivashka au premier tour sur le score de 6-3, 7-6. Au tour suivant, il fait face à Alexander Zverev, numéro 3 mondial ; il échoue sur un score de 6-2, 7-6. Présent à Rotterdam, il bat Nikoloz Basilashvili (6-2, 6-3) avant de perdre face à Alex De Minaur (7-6, 1-6, 6-4).
À Dubaï, il passe le premier tour face à Aslan Karatsev (7-5, 6-3), puis il bat Filip Krajinović (6-4, 7-6) et Andrey Rublev l'élimine au tour suivant (2-6, 6-3, 6-1). Classé 59e, il élimine Márton Fucsovics, classé 48e, au premier tour d'Indian Wells (7-6, 7-5) et perd au tour suivant face à l'Espagnol Carlos Alcaraz (19e mondial). Il arrive à Miami et fait face à Dominik Köpfer au premier tour, qu'il bat sur le score de 6-7, 6-4, 6-4. Il rejoint alors Grigor Dimitrov au tour suivant. Il bat ce dernier facilement via le score de 6-4, 6-1. Il rencontre alors Alexander Zverev au troisième tour. Il perd à ce stade sur un double 6-2. Il se rend par la suite à Houston où il fait face à Nick Kyrgios au premier tour. Il perd 4-6, 6-3, 6-4.
Il bat Hugo Grenier 6-7, 6-1, 7-6 au premier tour du tournoi de Barcelone. Il perd sur un double 6-2 face à Diego Schwartzman. Aux internationaux de France, il passe le premier tour 1-6, 6-2, 6-3, 7-6 face à Franco Agamenone. Puis il élimine Nikoloz Basilashvili, 22e tête de série (6-3, 6-1, 6-4). Il est éliminé sur un score de 6-3, 7-6, 6-3 par la tête de série numéro 11, Jannik Sinner. À  Majorque, il passe le premier tour face à João Sousa.
Il se rend à Wimbledon, où il passe le premier tour face à Nuno Borges, puis perd contre Richard Gasquet. Il se présente ensuite au tournoi de Florence, où il bat notamment Jenson Brooksby (tête de série no 6) avant de s'incliner en quarts face à Lorenzo Musetti.

### 2023: Quart de finale à l'Open du Canada, entrée dans le top 40
À Adélaïde, il perd au deuxième tour en simple contre Yoshihito Nishioka. En double, associé à Marcelo Melo, il élimine notamment Wesley Koolhof et Neal Skupski puis Hugo Nys et Jan Zieliński, avant de perdre en demi-finale contre Lloyd Glasspool et Harri Heliövaara.
À l'Open d'Australie, il vainc Brandon Nakashima puis il élimine le tenant du titre Rafael Nadal en trois sets (6-4, 6-4, 7-5). Il perd au troisième tour face à Yoshihito Nishioka (7-6, 6-3, 6-2).
Il se présente à Delray Beach et se hisse jusqu'en demi-finale. Il sort coup sur coup Taro Daniel, Yoshihito Nishioka et Michael Mmoh. Il sera sorti par son compatriote Taylor Fritz. Il arrive en quarts de finale à Acapulco. Il élimine Luciano Darderi et Brandon Nakashima. Lors d'Indian Wells il élimine  Filip Krajinović mais sera sorti par Holger Rune. Il fait un parcours plus positif à Miami. Il sort Daniel Elahi Galán et Matteo Berrettini.
Il est éliminé d'entrée aux tournois de Monte-Carlo, de Barcelone et de Madrid. Il s'engage au challenger de Cagliari, en tant que 3e tête de série. Exempté de premier tour, il retrouve le Japonais Taro Daniel dès son entrée en lice. Ce dernier l'élimine en deux sets. Il essuie ensuite sept défaites dès le premier tour. Il lui faut attendre le tournoi de Bois-le-Duc pour réussir un parcours plus prolifique. Il élimine tour à tour Ilya Ivashka et la troisième tête de série Borna Ćorić. Il est sorti du tournoi par Rinky Hijikata.
Il se rend à Eastbourne où il effectue un bon parcours. Il élimine Marco Cecchinato (6-3, 6-3), puis il vainc Taylor Fritz, 9e mondial et tête de série numéro un (7-6, 7-6). Il vient à bout de Mikael Ymer au tour suivant (6-4, 3-6, 6-3). Il arrive donc en demi-finale face à la 4e tête de série, Francisco Cerúndolo.
Après deux tournois où il ne passe qu'un tour et un Wimbledon où il est sorti d'entrée, il se rend à Toronto. Il est alors à la 59e place mondiale et sort le 71e mondial au premier tour, Aslan Karatsev (6-3, 6-4), puis son quatrième top 10, Andrey Rublev (6-4, 6-3). Il se retrouve donc face au Canadien Milos Raonic. Il atteint les quarts de finale après avoir battu ce dernier (6-3, 6-3). Il y retrouve Alejandro Davidovich Fokina à ce stade. Il perd en deux sets sur un score de 6-4, 6-2. Malgré cette défaite, il est sûr de progresser dans le classement ATP. Il bénéficie d'une invitation pour le tournoi de Cincinnati. Après deux tours passés face à Yannick Hanfmann et la 6e tête de série Holger Rune, il doit abandonner face au Français Adrian Mannarino. Le 21 août il entre dans le top 40 à la 39e place.
40e mondial, il élimine le 15e mondial Félix Auger-Aliassime lors du premier match de l'US Open sur un score en quatre sets (7-6, 4-6, 6-1, 6-4). Au tour suivant, il doit faire face à Borna Gojo. Il échoue sur un score de (6-3, 6-4, 6-4).

### 2024: année difficile
2024 est une année compliquée pour lui avec une série de sept défaites au premier tour. Il se rend à Surbiton où il arrive au 2e tour, brisant ainsi cette chaîne. Arrivé à  Bois-le-Duc, il passe le premier tour face à Botic van de Zandschulp. Il est cependant éliminé au tour suivant. C'est à Newport qu'il retrouve des couleurs. Il passe le premier tour face à Rinky Hijikata, huitième tête de série qu'il élimine en trois sets (4-6, 7-6, 6-2), puis Billy Harris (6-3, 6-4). Il sera sorti par Reilly Opelka en trois sets. À Atlanta, il vainc au premier tour un adversaire habituel, Brandon Nakashima, il enchaîne une quatrième victoire face à lui pourtant 7e tête de série (6-2, 6-4). Après ce succès, il croise le fer avec un autre adversaire habituel, Yoshihito Nishioka. Il perd en deux sets (6-3, 6-4).

### 2025: retour sur le circuit secondaire
Il échoue à se qualifier pour l'Open d'Australie. 
Il retourne sur le circuit secondaire à Oeiras, où il atteint les demi-finales. Durant son parcours, il élimine Jeffrey John Wolf au 2e tour. Classé 130e mondial, il se rend en France à Quimper. Il se retrouve confronté à Adrian Mannarino, tête de série numéro une, dès le premier tour et l’élimine 3-6, 6-4, 6-4. Il sera sorti par Sascha Gueymard Wayenburg.
Toujours à Quimper, il est associé à David Vega Hernández pour le double. La paire hispano-américaine passe le premier tour sur abandon. Mais, elle perd au 2e tour.
Classé au delà de la 120e place mondiale, il est invité à Delray Beach. Il se retrouve face au 71e mondial, le revenant Kei Nishikori, au premier tour. Il l'élimine en trois sets serré (7-6, 4-6, 7-5) pour accéder au second tour. Il est sorti du tournoi par Alejandro Davidovich Fokina.
À San Diego, lors d'un tournoi secondaire[Quoi ?], il parvient en finale en éliminant notamment le Polonais Kamil Majchrzak, avant de s'incliner contre Eliot Spizzirri. Il passe ensuite un tour à Indian Wells. Ces résultats lui permettent de s'approcher du top 100.

## Style de jeu

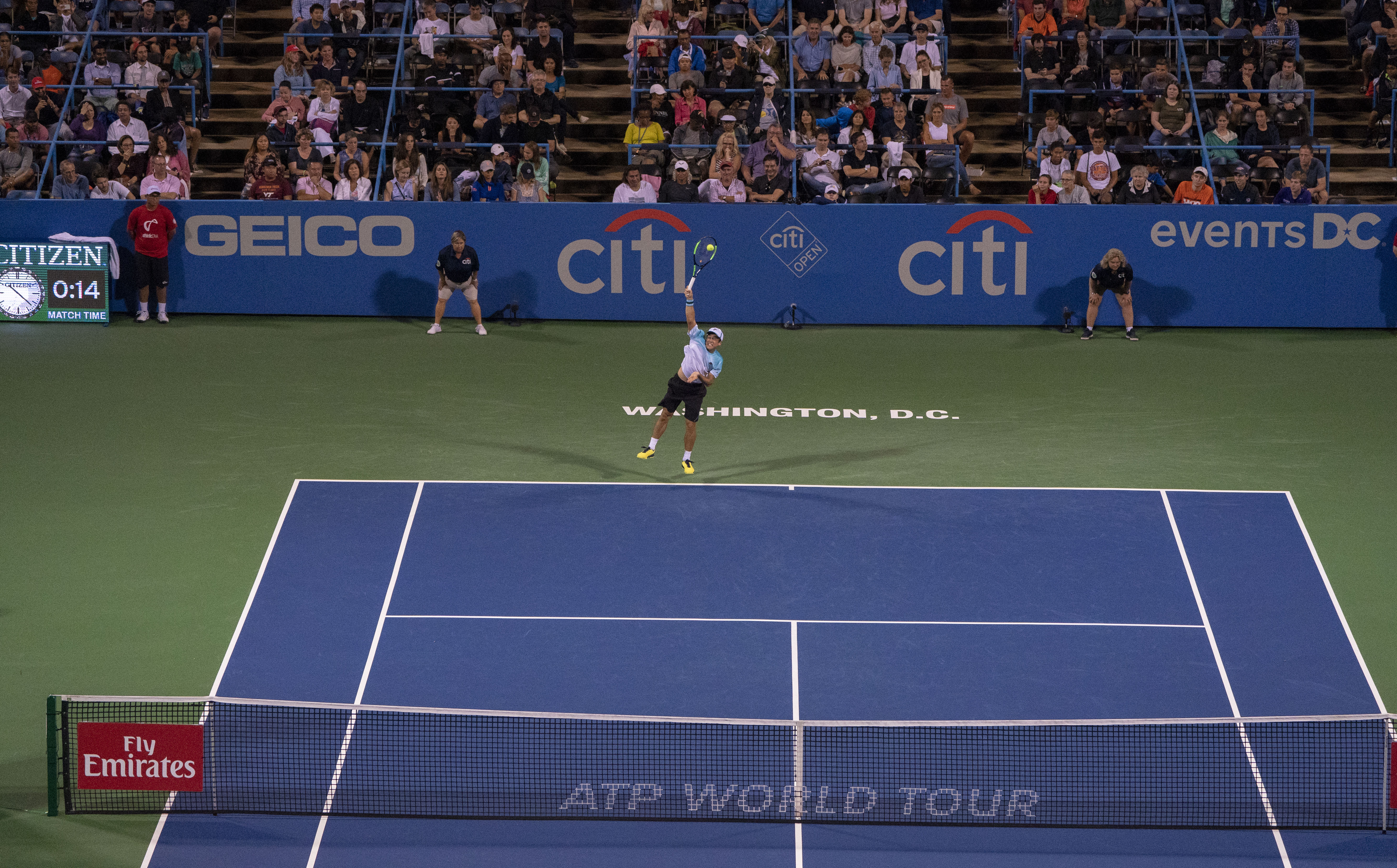
Mackenzie McDonald au service

Son coup droit allie puissance, précision et bonne longueur de balle. C'est une arme importante dans son jeu qui lui permet de gagner de nombreux points. C'est un joueur rapide et capable de couvrir toutes les zones du court. Ses premières balles sont efficaces. Il tourne autour des 70 % de points gagnés dessus. Ses montées au filet sont performantes. Il n'hésite pas à effectuer des courses vers l'avant pour terminer les points. Par ailleurs, sa volée est très bonne. Ce joueur est doué pour retourner les services de ses adversaires, notamment sur les secondes balles où il a une moyenne de 50 % de points gagnés dessus. Cependant, il a tendance à manquer de lucidité lorsqu'il joue de longs échanges. Lorsque ces derniers passent les 7-8 coups, il est souvent moins percutant.

## Palmarès

### Finale en simple
| No | Date       | Nom et lieu du tournoi | Catégorie | Dotation    | Surface    | Vainqueur     | Score         |          |
| -- | ---------- | ---------------------- | --------- | ----------- | ---------- | ------------- | ------------- | -------- |
| 1  | 02-08-2021 | Citi Open, Washington  | ATP 500   | 1 895 290 $ | Dur (ext.) | Jannik Sinner | 7-5, 4-6, 7-5 | Parcours |

### Titre en double
| No | Date       | Nom et lieu du tournoi                        | Catégorie | Dotation    | Surface    | Partenaire   | Finalistes                        | Score            |          |
| -- | ---------- | --------------------------------------------- | --------- | ----------- | ---------- | ------------ | --------------------------------- | ---------------- | -------- |
| 1  | 03-10-2022 | Rakuten Japan Open Tennis Championships Tokyo | ATP 500   | 1 953 285 $ | Dur (ext.) | Marcelo Melo | Rafael Matos David Vega Hernández | 6-4, 3-6, [10-4] | Parcours |

### Finales en double
| No | Date       | Nom et lieu du tournoi           | Catégorie    | Dotation    | Surface    | Vainqueurs                     | Partenaire     | Score             |          |
| -- | ---------- | -------------------------------- | ------------ | ----------- | ---------- | ------------------------------ | -------------- | ----------------- | -------- |
| 1  | 31-07-2023 | Mubadala Citi DC Open Washington | ATP 500      | 2 013 940 $ | Dur (ext.) | Máximo González Andrés Molteni | Ben Shelton    | 64-7, 6-2, [10-6] | Parcours |
| 2  | 12-08-2024 | Cincinnati Open Cincinnati       | Masters 1000 | 6 795 555 $ | Dur (ext.) | Marcelo Arévalo Mate Pavić     | Alex Michelsen | 6-2, 6-4          | Parcours |

## Parcours dans les tournois duGrand Chelem

### En simple
| Année | Open d'Australie | Open d'Australie   | Internationaux de France | Internationaux de France | Wimbledon       | Wimbledon        | US Open         | US Open       |
| ----- | ---------------- | ------------------ | ------------------------ | ------------------------ | --------------- | ---------------- | --------------- | ------------- |
| 2016  | —                | —                  | —                        | —                        | —               | —                | 1er tour (1/64) | Jan Šátral    |
|       |                  |                    |                          |                          |                 |                  |                 |               |
| 2018  | 2e tour (1/32)   | Grigor Dimitrov    | —                        | —                        | 1/8 de finale   | Milos Raonic     | 1er tour (1/64) | Robin Haase   |
| 2019  | 2e tour (1/32)   | Marin Čilić        | 1er tour (1/64)          | Yoshihito Nishioka       | —               | —                | —               | —             |
| 2020  | 1er tour (1/64)  | Daniel Evans       | 2e tour (1/32)           | Rafael Nadal             | Annulé          | Annulé           | 1er tour (1/64) | Casper Ruud   |
| 2021  | 1/8 de finale    | Daniil Medvedev    | 2e tour (1/32)           | Cristian Garín           | 1er tour (1/64) | Karen Khachanov  | 2e tour (1/32)  | Kei Nishikori |
| 2022  | 2e tour (1/32)   | Aslan Karatsev     | 3e tour (1/16)           | Jannik Sinner            | 2e tour (1/32)  | Richard Gasquet  | 1er tour (1/64) | João Sousa    |
| 2023  | 3e tour (1/16)   | Yoshihito Nishioka | 1er tour (1/64)          | Sebastian Korda          | 1er tour (1/64) | Alexander Bublik | 2e tour (1/32)  | Borna Gojo    |
| 2024  | 1er tour (1/64)  | Shang Juncheng     | 1er tour (1/64)          | Tallon Griekspoor        | 1er tour (1/64) | Emil Ruusuvuori  | 1er tour (1/64) | Jannik Sinner |
| 2025  | Q3               | Gauthier Onclin    | 1er tour (1/64)          | Novak Djokovic           | 1er tour (1/64) | Karen Khachanov  |                 |               |

N.B. : à droite du résultat se trouve le nom de l'ultime adversaire.

### En double messieurs
| Année | Open d'Australie                                                                          | Open d'Australie                                                                       | Internationaux de France                                                                 | Internationaux de France                                                              | Wimbledon                                                                           | Wimbledon                                                                          | US Open                                                                             | US Open |
| ----- | ----------------------------------------------------------------------------------------- | -------------------------------------------------------------------------------------- | ---------------------------------------------------------------------------------------- | ------------------------------------------------------------------------------------- | ----------------------------------------------------------------------------------- | ---------------------------------------------------------------------------------- | ----------------------------------------------------------------------------------- | ------- |
| 2016  | —                                                                                         | —                                                                                      | —                                                                                        | —                                                                                     | —                                                                                   | —                                                                                  | 1er tour (1/32) M. Redlicki \|\| style="text-align:left;" \| P.-H. Herbert N. Mahut |         |
|       |                                                                                           |                                                                                        |                                                                                          |                                                                                       |                                                                                     |                                                                                    |                                                                                     |         |
| 2018  | —                                                                                         | —                                                                                      | —                                                                                        | —                                                                                     | —                                                                                   | —                                                                                  | 2e tour (1/16) Y. Nishioka \|\| style="text-align:left;" \| Mike Bryan Jack Sock    |         |
| 2019  | 1er tour (1/32) T. Sandgren \|\| style="text-align:left;" \| J. Chardy F. Martin          | 1er tour (1/32) Reilly Opelka \|\| style="text-align:left;" \| R. Berankis Y. Nishioka | —                                                                                        | —                                                                                     | —                                                                                   | —                                                                                  |                                                                                     |         |
| 2020  | —                                                                                         | —                                                                                      | 1er tour (1/32) T. Sandgren \|\| style="text-align:left;" \| M. Fucsovics C. Norrie      | Annulé                                                                                | Annulé                                                                              | 1/4 de finale C. Eubanks \|\| style="text-align:left;" \| Rajeev Ram Joe Salisbury |                                                                                     |         |
| 2021  | 2e tour (1/16) Tommy Paul \|\| style="text-align:left;" \| N. Mektić Mate Pavić           | 1er tour (1/32) Taylor Fritz \|\| style="text-align:left;" \| S. Bolelli M. González   | —                                                                                        | —                                                                                     | 1er tour (1/32) Robin Haase \|\| style="text-align:left;" \| S. González A. Molteni |                                                                                    |                                                                                     |         |
| 2022  | 1er tour (1/32) John Millman \|\| style="text-align:left;" \| J. O'Mara A. Vasilevski     | 1/8 de finale Tommy Paul \|\| style="text-align:left;" \| W. Koolhof Neal Skupski      | 1er tour (1/32) van de Zandschulp \|\| style="text-align:left;" \| John Peers F. Polášek | 1er tour (1/32) M. Giron \|\| style="text-align:left;" \| K. Krawietz A. Mies         |                                                                                     |                                                                                    |                                                                                     |         |
| 2023  | —                                                                                         | —                                                                                      | 2e tour (1/16) M. Giron \|\| style="text-align:left;" \| M. González A. Molteni          | 1er tour (1/32) B. Shelton \|\| style="text-align:left;" \| Hugo Nys J. Zieliński     | 1/8 de finale A. Mies \|\| style="text-align:left;" \| Rajeev Ram Joe Salisbury     |                                                                                    |                                                                                     |         |
| 2024  | 1er tour (1/32) van de Zandschulp \|\| style="text-align:left;" \| S. González N. Skupski | 2e tour (1/16) M. Daniell \|\| style="text-align:left;" \| M. Arévalo Mate Pavić       | 2e tour (1/16) B. Shelton \|\| style="text-align:left;" \| N. Lammons J. Withrow         | 1er tour (1/32) A. Michelsen \|\| style="text-align:left;" \| Julian Cash R. Galloway |                                                                                     |                                                                                    |                                                                                     |         |

N.B. : le nom du partenaire se trouve sous le résultat ; les noms des ultimes adversaires se trouvent à droite.

### En double mixte
| Année | Open d'Australie | Open d'Australie | Internationaux de France | Internationaux de France | Wimbledon | Wimbledon | US Open                                                                         | US Open |
| ----- | ---------------- | ---------------- | ------------------------ | ------------------------ | --------- | --------- | ------------------------------------------------------------------------------- | ------- |
| 2024  | —                | —                | —                        | —                        | —         | —         | 2e tour (1/8) M. Mateas \|\| style="text-align:left;" \| S. Errani A. Vavassori |         |

N.B. : le nom de la partenaire se trouve sous le résultat ; les noms des ultimes adversaires se trouvent à droite.

## Parcours dans lesMasters 1000
| Année | Indian Wells         | Miami                | Monte-Carlo        | Madrid             | Rome                   | Canada                      | Cincinnati                 | Shanghai             | Paris               |
| ----- | -------------------- | -------------------- | ------------------ | ------------------ | ---------------------- | --------------------------- | -------------------------- | -------------------- | ------------------- |
| 2013  | —                    | —                    | —                  | —                  | —                      | —                           | 1er tour D. Goffin         | —                    | —                   |
|       |                      |                      |                    |                    |                        |                             |                            |                      |                     |
| 2016  | 1er tour V. Millot   | —                    | —                  | —                  | —                      | —                           | —                          | —                    | —                   |
|       |                      |                      |                    |                    |                        |                             |                            |                      |                     |
| 2018  | —                    | —                    | —                  | —                  | —                      | 1er tour R. Harrison        | 1er tour K. Edmund         | 2e tour R. Bautista  | —                   |
| 2019  | 2e tour D. Medvedev  | 2e tour S. Tsitsipás | —                  | —                  | —                      | —                           | —                          | —                    | —                   |
| 2020  | n.o.                 | n.o.                 | n.o.               | n.o.               | —                      | n.o.                        | 1er tour M. Giron          | n.o.                 | —                   |
| 2021  | 2e tour D. Medvedev  | 2e tour J. Isner     | —                  | —                  | —                      | 1er tour B. Paire           | 2e tour D. Medvedev        | n.o.                 | 1er tour D. Lajović |
| 2022  | 2e tour C. Alcaraz   | 3e tour A. Zverev    | —                  | —                  | —                      | 1er tour A. Molčan          | 2e tour C. Alcaraz         | n.o.                 | —                   |
| 2023  | 2e tour H. Rune      | 3e tour Q. Halys     | 1er tour I. Gakhov | 1er tour B. Zapata | 1er tour M. Cecchinato | 1/4 de finale A. Davidovich | 1/8 de finale A. Mannarino | 2e tour F. Cerúndolo | 2e tour J. Sinner   |
| 2024  | —                    | —                    | —                  | —                  | 1er tour A. Karatsev   | 1er tour M. Arnaldi         | —                          | —                    | —                   |
| 2025  | 2e tour F. Cerúndolo | 1er tour N. Kyrgios  | —                  | —                  | —                      | 2e tour J. Lehečka          | 1er tour C. Moutet         |                      |                     |

N.B. : sous le résultat se trouve le nom de l’ultime adversaire.

## Victoires sur le top 10
Toutes ses victoires sur des joueurs classés dans le top 10 de l'ATP lors de la rencontre.
| Légende      |
| Grand Chelem |
| Masters 1000 |
| ATP 500      |
| ATP 250      |
| Coupe Davis  |

| # | M.M.  | Tournoi          | Année | Surface | Adversaire            | Rang | Tour | Score          |
| - | ----- | ---------------- | ----- | ------- | --------------------- | ---- | ---- | -------------- |
| 1 | no 84 | Delray Beach     | 2019  | Dur     | Juan Martín del Potro | no 4 | 1/4  | 6-4, 3-6, 7-65 |
| 2 | no 65 | Open d'Australie | 2023  | Dur     | Rafael Nadal          | no 2 | 1/32 | 6-4, 6-4, 7-5  |
| 3 | no 64 | Eastbourne       | 2023  | Gazon   | Taylor Fritz          | no 9 | 1/8  | 7-63, 7-68     |
| 4 | no 59 | Toronto          | 2023  | Dur     | Andrey Rublev         | no 7 | 1/16 | 6-4, 6-3       |
| 5 | no 43 | Cincinnati       | 2023  | Dur     | Holger Rune           | no 5 | 1/16 | 6-4, 2-0 ab.   |

## Classements ATP en fin de saison
| Année          | 2013 | 2014 | 2015 | 2016 | 2017 | 2018 | 2019 | 2020 | 2021 | 2022 | 2023 | 2024 |
| Rang en simple | 667  | 631  | 376  | 321  | 176  | 78   | 130  | 193  | 55   | 63   | 41   | 131  |
| Rang en double | 1089 | 588  | 545  | 304  | 259  | 250  | 294  | 226  | 235  | 94   | 71   | 87   |

Source : (en) Classements de Mackenzie McDonald sur le site officiel de la Fédération internationale de tennis